# HMS Somali (F33)
L'HMS Somali va ser un destructor de classe Tribal de la Royal Navy britànica que va servir durant la Segona Guerra Mundial. Va ser avarat l'any 1937, va guanyar la primera presa de la Segona Guerra Mundial i va servir a aigües locals i mediterrànies. Va ser torpedinat el 20 de setembre de 1942 a l'Àrtic i va ser enfonsat cinc dies després mentre estava sent remolcat.

## Descripció
Els Tribals tenien la intenció de contrarestar els grans destructors que es construïen a l'estranger i millorar la potència de foc de les flotilles de destructors existents i, per tant, eren significativament més grans i més fortament armats que la classe I anterior. Els vaixells van desplaçar 1.891 tones llargues (1.921 t) amb càrrega estàndard i 2.519 tones llargues (2.559 t) amb càrrega profunda. Tenien una longitud total de 377 peus (114,9 m), una mànega de 36 peus 6 polzades (11,13 m) i un calat d'11 peus 3 polzades (3,43 m). Els destructors eren propulsats per dues turbines de vapor Parsons, cadascuna impulsava un eix de l'hèlix utilitzant vapor proporcionat per tres calderes de tres tambors Admiralty. Les turbines van desenvolupar un total de 44.000 cavalls de força (33.000 kW) i van donar una velocitat màxima de 36 nusos (67 km/h; 41 mph) . Durant les seves proves al mar, el Somali va fer 36,5 nusos (67,6 km/h; 42,0 mph) des de 44.207 shp (32.965 kW) amb un desplaçament de 2.014 tones llargues (2.046 t). Els vaixells transportaven prou fuel oil per donar-los una autonomia de 5.700 milles nàutiques (10.600 km; 6.600 milles) a 15 nusos (28 km/h; 17 mph). El complement dels vaixells estava format per 190 oficials i marineria, encara que els líders de la flotilla portaven 20 oficials i homes addicionals que consistien pel capità (D) i el seu estat major.
L'armament principal dels destructors de la classe Tribal eren vuit canons Mark XII de tir ràpid (QF) de 4,7 polzades (120 mm) en quatre muntatges de dos canons de superfoc, un parell per davant i per darrere de la superestructura, designats "A", "B", "X" i "Y" de davant a darrere. Els muntatges tenien una elevació màxima de 40°. Per a la defensa antiaèria (AA), portaven una única muntura quàdruple per al canó "pom-pom" QF de dues lliures Mk II de 40 mil·límetres (1,6 polzades) i dos muntatges quàdruples per a la metralladora Mark III de 0,5 polzades (12,7 mm). El foc d'angle baix per als canons principals era controlat per la torre de control del director (DCT) al sostre del pont que alimentava les dades adquirides per aquest i el telèmetre de 12 peus (3,7 m) del telèmetre/Director Mk II directament darrere del DCT a un computador mecànic analògic, el Fire Control Admiralty Clock Mk I. El foc antiaeri per als canons principals era controlat pel telèmetre/director que enviava dades al rellotge mecànic de manteniment de la espoleta.
Els vaixells estaven equipats amb un únic muntatge quàdruple sobre l'aigua per a torpedes de 21 polzades (533 mm) . Els Tribal no estaven pensats com a vaixells antisubmarins, però estaven proveïts d'ASDIC, un bastidor de càrregues de profunditat i dos llançadors per a l'autodefensa, encara que els llançadors no estaven muntats a tots els vaixells; l'assignació de temps de pau era de vint càrregues de profunditat, però aquesta va augmentar a 30 durant la guerra.

### Modificacions en temps de guerra
Les grans pèrdues a l'atac aeri alemany durant la campanya de Noruega van demostrar la ineficàcia de l'armament antiaeri dels Tribals i la RN va decidir el maig de 1940 substituir la montura "X" per dos canons Mark XVI de doble propòsit QF de 4 polzades (102 mm) en un muntatge de dos canons. Per controlar millor les armes, el telèmetre/director existent es va modificar per acceptar un radar d'artilleria tipus 285 a mesura que estaven disponibles. El nombre de càrregues de profunditat es va augmentar a 46 a principis de la guerra, i encara se'n van afegir més després. Per augmentar els arcs de tir dels canons AA, la xemeneia posterior es va escurçar i el pal principal es va reduir a un pal de pal curt.

## Construcció i carrera
Autoritzat com un dels nou destructors de classe Tribal segons les estimacions navals de 1936, el Somali és l'únic vaixell del seu nom que ha servit a la Royal Navy. El vaixell va ser encarregat el 19 de juny de 1936 a Swan Swan Hunter & Wigham Richardson i se li va posar la quilla el 27 d'agost a la drassana de la companyia de Wallsend, a Tyne and Wear, avarat el 24 d'agost de 1937, el Somali es va completar el 7 de desembre de 1938 i es va posar en funcionament cinc dies després. El vaixell va costar 340.095 lliures esterlines, excloent les armes i els equips de comunicacions subministrats per l'Almirallat.
El 3 de setembre de 1939, Somali va interceptar el vaixell de càrrega alemany Hannah Böge, a 350 milles al sud d'Islàndia, i el va prendre com a presa. Aquest va ser el primer vaixell mercant enemic capturat durant la guerra.
El 15 de maig de 1940, durant la campanya de Noruega, el Somali portava el brigadier William Fraser, comandant de la  24a Brigada de la Guàrdia, va tornar a Harstad després d'un reconeixement de Mo quan va ser bombardejada per avions alemanys i obligat a tornar al Regne Unit per a reparacions, portant el brigadier a bord. No va arribar a Harstad fins al 23 de maig.  El 23 d'octubre, el Matabele, el Punjabi i el Somali van bombardejar i enfonsar el WBS 5 Adolf Vinnen al mar de Noruega davant de Stadlandet, Noruega.
Somali va ser el líder de la 6a Flotilla de Destructors i va passar la major part de l'hivern de 1940-1941 examinant les escombraries de la Home Fleet. El maig de 1941, Somali  abordà el vaixell meteorològic alemany München . Abans de ser abordat, la tripulació de Münchenl va llençar per la borda la màquina Enigma del vaixell dins d'una bossa pesada. No obstant això, es van deixar a bord documents sobre el funcionament de la màquina Enigma, així com llibres de codis vitals que van proporcionar un avenç per als trencadors de codis aliats.
El 13 d'agost de 1942, el Somali va rescatar els 105 tripulants del vaixell de càrrega nord-americà Almeria Lykes, que havia estat torpedinat per E boats mentre participava en l'Operació Pedestal. La tripulació rescatada va ser desembarcada a Gibraltar.

### El destí
El tinent comandant Colin Maud va assumir el càrrec de capità el setembre de 1942 quan el seu propi capità, Jack Eaton, estava malalt. El 20 de setembre de 1942, el Somali va ser torpedinat per l'U-703 mentre cobria el comboi QP 14 durant els combois russos. Va rebre l'impacte a la seva sala de màquines i, tot i que el destructor Ashanti el va remolcar, es va enfonsar el 25 de setembre, després que el mal temps li va trencar la popa. Dels 102 homes a bord, només 35 van ser rescatats de les aigües àrtiques. El primer mariner Goad de l'Ashanti va rebre la medalla Albert per la "gran valentia per salvar la vida al mar" després de submergir-se a l'aigua gelada per salvar la tinent comandant Maud.
El Somali va ser l'últim destructor de classe tribal de la Royal Navy que va ser enfonsat durant la guerra.